# 作新学院大学
作新学院大学（さくしんがくいんだいがく、英語: Sakushin Gakuin University）は、日本の私立大学。栃木県宇都宮市に本部を置き、学校法人船田教育会によって運営されている。略称は作大（さくだい）。

## 沿革
- 1967年（昭和42年） - 作新学院女子短期大学開学（現・一の沢キャンパス）。
- 1989年（平成元年） - 作新学院大学開学（現・清原キャンパス） 。
- 1993年（平成5年） - 大学院経営学研究科（修士課程）を開設。
- 1995年（平成7年） - 大学院経営学研究科博士（前期・後期）課程を開設。
- 1999年（平成11年） - 作新学院女子短期大学を作新学院大学女子短期大学部に改称。
- 2000年（平成12年） - 地域発展学部を開設。女子短期大学部を清原キャンパスへ移転。
- 2002年（平成14年） - 人間文化学部を開設。
- 2005年（平成17年） - の地域発展学部を総合政策学部に改組。作新学院大学大学院経営学研究科にビジネスコース（SBS）を設置。
- 2006年（平成18年） - 大学院心理学研究科（修士課程）を開設。
- 2008年（平成20年） - 地域連携支援センターを開設。
- 2010年（平成22年） - 総合政策学部の学生募集を停止。
- 2012年（平成24年） - 作新学院大学人間文化学部人間文化学科を人間文化専攻、発達教育専攻の2専攻に専攻分離。
- 2014年（平成26年） - 経営学部にスポーツマネジメント学科を開設。
- 2015年（平成27年） - 地域協働広報センターを開設。
- 2018年（平成30年） - 作新学院大学人間文化学部人間文化学科の人間文化専攻、発達教育専攻を発達教育学科、心理コミュニケーション学科に改組。人間文化学科を学生募集停止。

## 学部・研究科

### 組織

#### 学部
- 経営学部
  - 経営学科
  - スポーツマネジメント学科
- 人間文化学部
  - 発達教育学科
  - 心理コミュニケーション学科
- 女子短期大学部
  - 幼児教育科

#### 大学院
- 経営学研究科
  - 経営学専攻
- 心理学研究科
  - 臨床心理学専攻（修士課程のみ）

#### 付属機関
- 作新こころの相談クリニック

## 対外関係
高等学校・他大学との協定
- 栃木県立栃木商業高等学校 - 高大連携協定（2018年6月11日締結）[1]

単位互換制度
- 宇都宮大学

国際・学術交流等協定校
- 浙江財経学院（中華人民共和国）
- 内モンゴル民族大学（中華人民共和国）
- 山西大学商務学院（中華人民共和国）
- 鶏西大学（中華人民共和国）
- ソウル女子大学校（大韓民国）
- 東新大学（大韓民国）
- グエン・タット・タイン大学（ベトナム）
- ヴィンセンス大学（アメリカ合衆国） - 2015年12月学生交流に関する覚書を締結。

## 大学関係者

### 教職員
- 渡邊弘 - 現（第6代）学長
- 尾花一浩 - 客員教授

### 元教職員
- 矢内原勝 - 第2代学長

### 出身者
芸能・芸術
- 篠原宣義（ミュージシャン）
- 清水孝宏（ミュージシャン）
- 立川志ら門（落語家）
- 村澤亨（陶芸家）

サッカー
- 入江利和（元栃木SC）
- 法師人将大（栃木SC特別指定選手）
- 齋藤碧（2024年福島ユナイテッドFC2種登録）
- 井上椋太郎（2024年モンテディオ山形2種登録選手）
- 吉澤柊（テゲバジャーロ宮崎）
- 黒宮渉（いわきSC→福山シティFC）
- 杉山伶央（いわきSC）
- 芳賀日陽（FC大阪）
- 高山梓（栃木シティFC）
- 大嶌貴（栃木シティFC）
- 飯塚欣士（FC東京U23→作新学院大学→日立ビルシステム）

野球
- 笹沼明広（ソフトバンクホークス）
- 寺田哲也（東京ヤクルトスワローズ）
- 松崎啄也（読売ジャイアンツ）
- 嶋田航（栃木ゴールデンブレーブス）

陸上
- 神山知也（陸上競技選手）
- 佐藤風雅（陸上競技選手）

自転車競技
- 及川一総 （宇都宮ブリッツェン）
- 阿蘓来夢（宇都宮ブリッツェン）
- 床井亮太（レバンテフジ静岡）
- 村山浩司（レバンテフジ静岡）
- 森﨑健臣（群馬グリフィンレーシングチーム）
- 小池千啓（日本競輪選手養成所 合格）
- 大山慶（さいたまディレーブ）

バドミントン
- 渡邉一輝（ＪＲ北海道／ SJリーグII）

アイスホッケー
- 大津夕聖（HLアニャン）

## 交通
最寄り駅は宇都宮ライトレール「清陵高校前電停」。学校法人船田教育会の命名権契約により副停留場名称「作新大・作新短大前」が付与されている
。

## その他
- 硬式野球部は関甲新学生野球連盟に所属し、軟式野球部は北関東大学軟式野球連盟に所属している。2005年と2010年には全日本大学軟式野球選手権大会準優勝、2009年には3位となっている。
- 放送大学学園と単位互換協定を結んでおり、放送大学で取得した単位を卒業に要する単位として認定することができる[2]
- 2012年度に全国障害学生支援センターが調査を行った時点で、特別支援学校高等部を卒業した知的障害を持つ学生が3名在籍していることが読売新聞により報道された[3]。同大入試・広報課によれば「本人の入学したいという気持ちを尊重して、AO入試や推薦入試で面接を行って入学の可否を判断している」としている。
- 2017年12月26日付で大学サイトの「このサイトについて」に、ウィキペディアの作新学院大学の記事に誤った情報も掲載されている旨の内容を追加し、告知した[4]。